# Clara Schumann
Pour les articles homonymes, voir Wieck et Schumann (homonymie).
Clara Schumann, née Clara Wieck le 13 septembre 1819 à Leipzig et morte le 20 mai 1896 à Francfort-sur-le-Main, est une pianiste et compositrice allemande. Considérée comme l'une des plus grandes pianistes de l’époque romantique, elle compose des concertos pour piano et de la musique de chambre.
Elle est l'épouse du compositeur romantique Robert Schumann et le couple est très proche de Johannes Brahms. Elle est la première à avoir interprété les œuvres de son mari et celles de Brahms, et elle se produit également auprès du violoniste Joseph Joachim.
À l'âge de onze ans, elle commence à partir en tournée. Sa carrière internationale se poursuit pendant 61 ans.
En 1878, elle intègre le Conservatoire Hoch de Francfort comme professeure de piano.

## Biographie

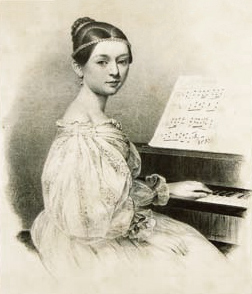
Clara Schumann, environ 15 ans

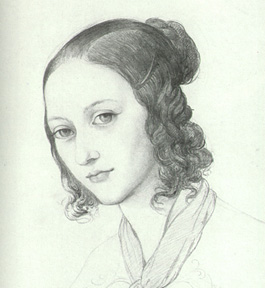
Vers 1830

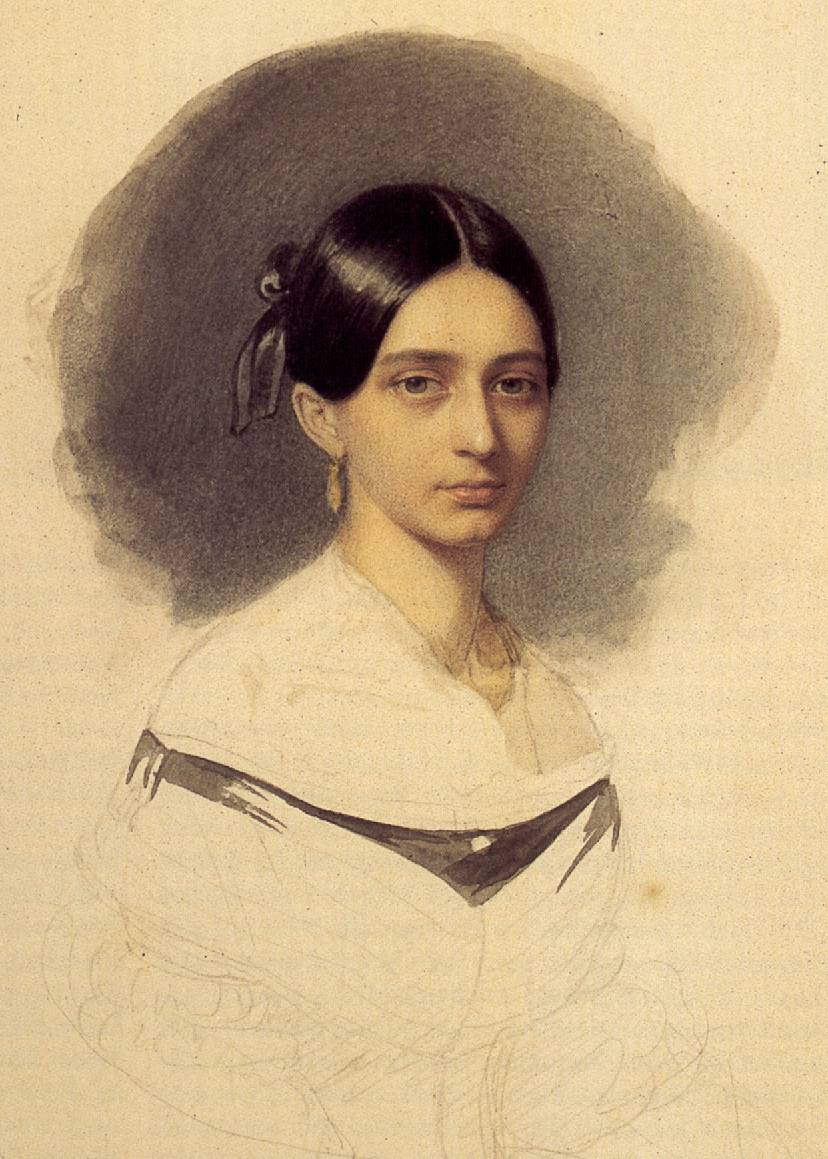
Vers 1840

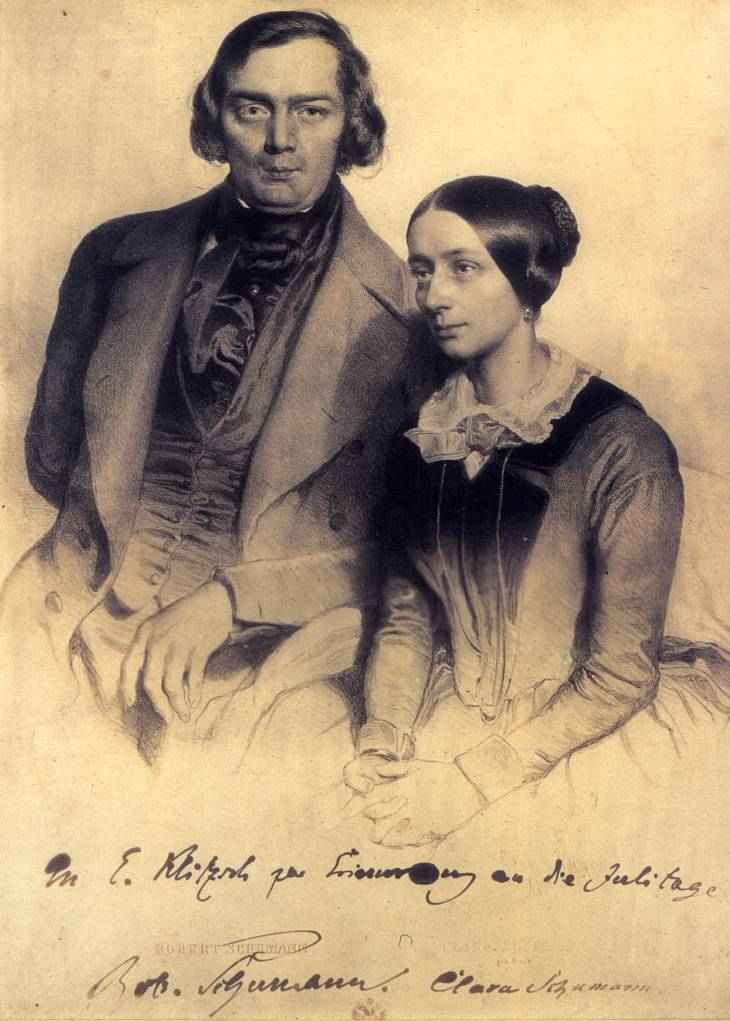
Avec Robert Schumann

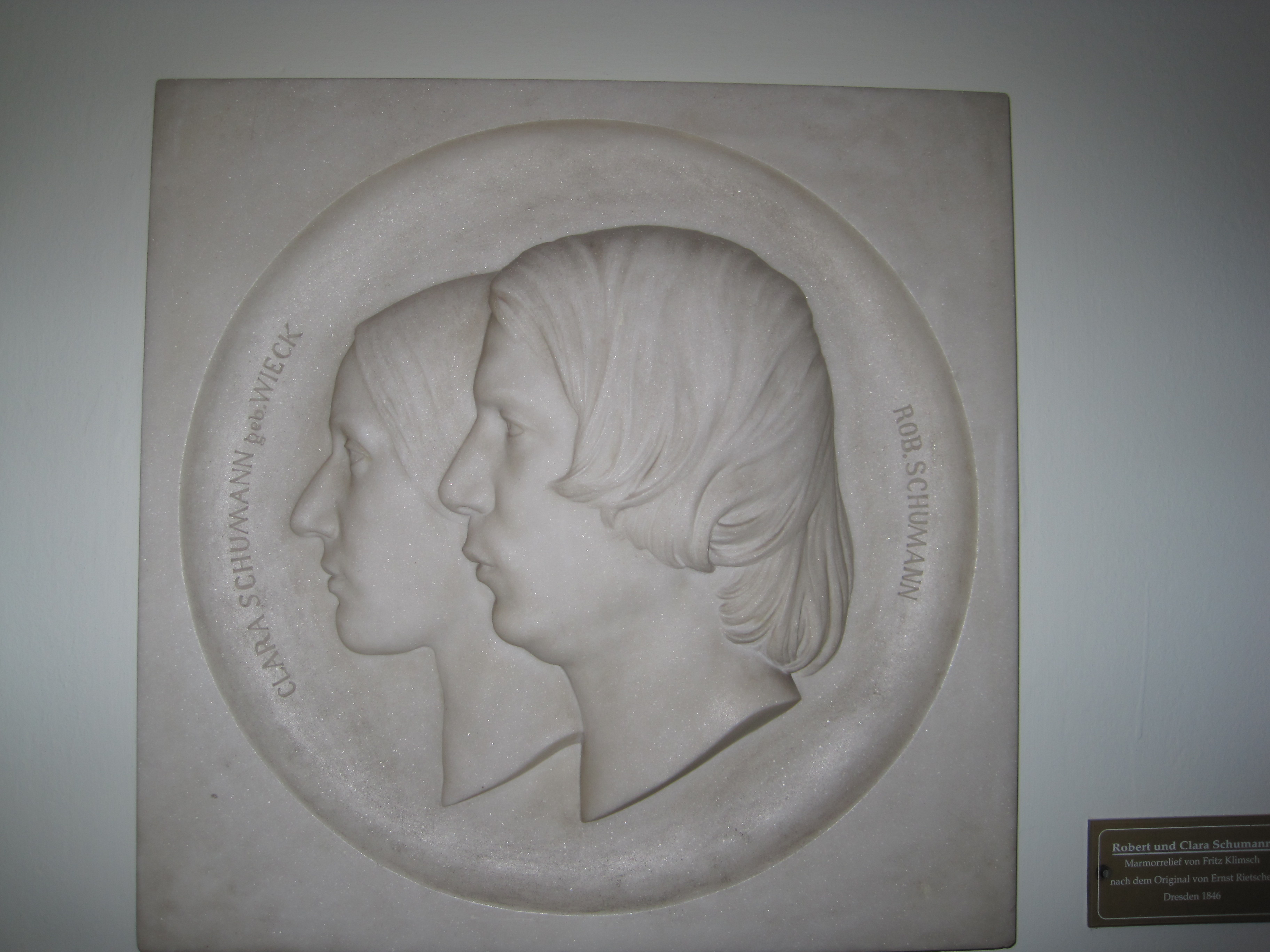
Médaillon sculpté

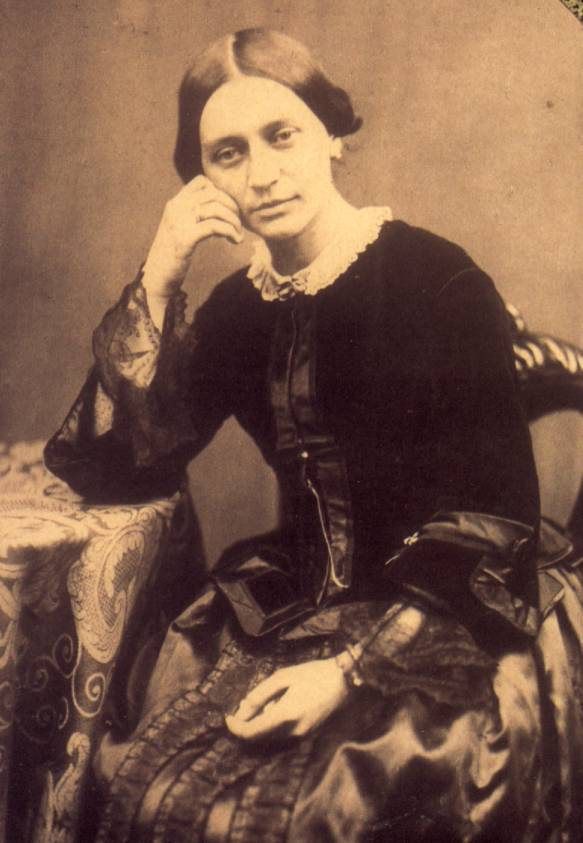
1853

Après le départ de sa mère en 1824, son père, Friedrich Wieck, célèbre professeur de piano, travaille à faire d'elle une concertiste prodige. Il lui enseigne un répertoire tape-à-l’œil, correspondant à un style contemporain, des pièces appartenant à Kalkbrenner, Henselt, Thalberg, Herz, mais dans ses créations elle s’inspire de compositeurs baroques tels que Scarlatti ou Bach.
Sa demi-sœur, Marie Wieck, est également pianiste et compositrice.
À six ans, elle donne son premier concert auprès d'Émilie Reichhold, une pianiste très réputée, et rencontre son premier succès.
En 1827, l'année de ses huit ans, elle rencontre Robert Schumann, qui étudie auprès de son père et est âgé de dix-sept ans. À l'âge de seize ans, elle s'éprend de lui. Celui-ci demande sa main à son père lorsque la jeune fille atteint sa 18e année, mais Friedrich Wieck s'oppose vigoureusement à leur mariage. Les amoureux sont séparés de force, mais communiquent par le biais d'amis et de messages musicaux dans les concerts de Clara Schumann. Le mariage est finalement célébré en 1840 à Schönefeld en exécution d'une décision judiciaire. Huit enfants, dont Felix Schumann, vont naître de leur union, ce qui ralentit fortement le parcours musical de Clara Schumann.
Première interprète des œuvres de son mari, elle fait connaître et apprécier sa musique dont, selon ce dernier, elle est alors la seule à bien comprendre les délicatesses[réf. souhaitée]. Clara Schumann est elle-même la compositrice d'une quarantaine d'œuvres, mais elle néglige en partie la composition au profit du piano et de son rôle de maîtresse de maison. En tant que pianiste, elle est considérée comme l'une des plus grandes pianistes du XIXe siècle.
En 1854, Robert Schumann est interné à l'asile pour aliénés du Dr Richarz, près de Bonn. Veuve en 1856, Clara Schumann devient l'amie, la conseillère et l'inspiratrice de Johannes Brahms, mais elle affirme désormais que ses seuls moments de bonheur sont ceux où elle joue ou écoute la musique de son mari disparu[réf. souhaitée].

## Carrière artistique
De son vivant, Clara Schumann est reconnue à travers le monde. Elle se lance dans des tournées en Angleterre, en France, en Russie jusqu'en 1891, date de son dernier concert. Entre 1831 et 1889, elle réalise plus de 1 300 performances dans toute l’Europe. Elle passe une grande partie de sa vie à interpréter les œuvres de son mari, de Brahms, Chopin et Mendelssohn.
En 1831, elle se produit au Gewandhaus de Leipzig, où elle est remarquée par les grandes personnalités et compositeurs de l'époque comme Goethe ou Chopin.

« Nous avons entendu la petite Wieck à Leipzig. C’est une véritable merveille. Pour la première fois de ma vie, je me suis surpris à admirer avec enthousiasme un talent précoce. Exécution parfaite, mesure irréprochable, force, clarté, difficultés de tout genre surmontées avec bonheur [...] Le piano sous ses doigts prend de la couleur et de la vie. »

— Charles Alexandre, grand-duc de Saxe-Weimar-Eisenach
En tournée à Paris, elle connaît un triomphe. Dès 1829, Clara Schumann publie ses premières œuvres, Quatre Polonaises tandis qu'en 1832, Robert publie Papillons ; Clara Schumann joue cette œuvre en concert l'année même. Entre 1834 et 1836, elle compose les Soirées musicales, qui connaissent un grand succès notamment auprès de Liszt.
Sa plus grande période de concertiste a lieu après la mort de son mari, entre 1856 et 1873. En 1865 elle est applaudie pour son interprétation du concerto de piano en sol de Beethoven, en Grande-Bretagne.
À la fin de sa vie, elle accompagne des vocalises et récitals au piano.
Son travail de composition est moins important que son travail d’interprétation et de transcription en tant que pianiste, alors qu'elle semble posséder facilité et sensibilité vis-à-vis de la création. De 11 à 29 ans, elle compose une à huit pièces par an. Sa rencontre avec Brahms en 1853 a stimulé sa créativité. En effet, cette année-là, elle compose 16 morceaux, qui seront publiés un an plus tard.
Les 43 années suivantes seront dédiées à la transcription au piano des travaux de son défunt mari et de Brahms.
Elle enseigne par ailleurs le piano au conservatoire Hoch de Francfort de 1878 à 1892. Elle est reçue dans le salon de la landgravine de Hesse-Cassel, nièce de l'empereur, mélomane et musicienne au talent reconnu.
La dernière année de sa vie, elle réalise plusieurs ébauches de préludes au piano pour ses étudiants mais la plupart demeurent incomplètes
Ce serait en écoutant son fils, Ferdinand, interpréter une œuvre de Robert (Romance en fa majeur, op. 28 no 2)[réf. souhaitée] qu'elle meurt le 20 mai 1896, ayant enduré vers la fin de sa vie des problèmes de surdité. Elle est enterrée aux côtés de son mari au Vieux-Cimetière de Bonn.
La majeure partie des compositions de Clara Schumann n’a jamais été jouée de son vivant. Depuis 1970, ses œuvres sont activement retravaillées et enregistrées.

### Compositrice
Son effacement du milieu de la composition est directement lié à sa condition de femme. Une des raisons pour lesquelles Friedrich Wieck s'est opposé à l'union de sa fille avec Robert Schumann est qu'il n'était pas connu alors que sa fille l'était. Clara Schumann semblait aspirer à une certaine liberté avant de se marier :  

« J'ai besoin d'une vie sans soucis afin d'exercer mon art en toute tranquillité. [...] Vois si tu penses pouvoir m'offrir une existence telle que je la souhaite. »

— 24 novembre 1837
La tranquillité s'estompe vite quand l'artiste se voit confrontée aux tâches domestiques, que son père lui avait épargnées durant sa jeunesse pour qu'elle se concentre sur son art. Elle doit désormais s'occuper de huit enfants, d'un mari lunatique qui ne gagne pas suffisamment d'argent pour subvenir aux besoins de sa famille. Aussi donne-t-elle des concerts. Elle ne peut pas composer, doit se contenter d'être mère et musicienne à temps partiel. Bien que parfaitement conscient des qualités musicales de son épouse - il dira d'elle qu'elle le "complète comme compositeur" -  Robert Schumann ne l'encourage pourtant pas : « Clara sait bien qu'être mère est là sa principale mission ».
Même après la mort de son mari, Clara Schumann ne poursuit pas la composition. Sa correspondance témoigne de la difficulté à concilier sa condition de femme et sa vocation de compositrice :  

« Il fut un temps où je croyais posséder un talent créateur, mais je suis revenue de cette idée. Une femme ne doit pas prétendre composer. Aucune encore n'a été capable de le faire, pourquoi serais-je une exception ? Il serait arrogant de croire cela, c’est une impression que seul mon père m'a autrefois donnée. »,

Bien qu'elle ait renié ses capacités de son vivant, elle est aujourd'hui considérée comme l'une des compositrices à avoir marqué le XIXe siècle.

## Œuvres

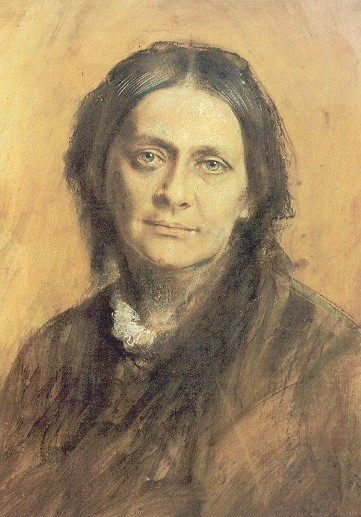
Clara Schumann (vers 1878-1879).
Pastel de Franz von Lenbach.

Clara Schumann laisse environ 45 œuvres musicales.
- Quatre Polonaises pour piano op. 1 (1829/30)
- Caprices en forme de Valse pour piano op. 2 (1831/32)
- Romance variée pour piano op. 3 (1833)
- Valses romantiques pour piano op. 4 (1835)
- Quatre Pièces caractéristiques op. 5 (1833 ?, 1835/36)
- Soirées Musicales op. 6 (1834-36)
- Concerto en la mineur pour piano, avec accompagnement d'orchestre op. 7 (1833-35)
- Variations de Concert pour piano sur la Cavatine du Pirate de Bellini op. 8
- Souvenir de Vienne, Impromptu pour piano op. 9 (1838)
- Scherzo pour piano op. 10
- Trois Romances pour piano op. 11 (1838/39)
- Douze chants sur Liebesfrühling de Friedrich Rückert pour chant et piano de Robert et Clara Schumann op. 12 (Lieder Nr. 2, 4 et 11 de Clara, inclus dans l'op. 37 de Robert Schumann) (1841)
- Six Lieder avec accompagnement de piano op. 13
- Deuxième Scherzo pour piano op. 14 (1841)
- Quatre Pièces fugitives pour piano op. 15 (1840 - 44?)
- Trois Préludes et fugues pour piano op. 16 (1845)
- Trio en sol mineur pour piano, violon et violoncelle op. 17 (1846)
- (op. 18 et op. 19 perdus)
- Variations sur un thème de Robert Schumann pour piano, « Ihm gewidmet » op. 20 (1853)
- Trois Romances pour piano op. 21 (1853)
- Trois Romances pour piano et violon op. 22 (1853)
- Six Lieder sur Jucunde de Hermann Rollet op. 23 (1853)

### Œuvres sans numéro d'opus

#### Lieder
- Alte Heimat (1831) (perdu)
- "Der Traum" von Tiedge (1831) (perdu)
- Der Wanderer (1831)
- Der Wanderer in der Sägemühle (1832)
- An Alexis (1832–33)
- Walzer (1834)
- Der Abendstern (1834)
- Am Strande (1840)
- Ihr Bildnis (1840)
- Volkslied (1840)
- Die gute Nacht, die ich dir sage (1841)
- Sie liebten sich beide, 1re version (1842)
- Die stille Lotosblume (1842)
- Liebeszauber (1842)
- Der Mond kommt still gegangen (1842)
- Ich hab' in deinem Auge (1843)
- Lorelei (1843)
- Oh weh des Scheidens, das er tat (1843)
- Ich stand in dunklen Träumen (1843–44)
- Sie liebten sich beide, 2de version (1844)
- Mein Stern (1846)
- Beim Abschied (1846)
- Das Veilchen (1853)

#### Musique vocale
- Schwäne kommen gezogen (1830)
- 3 Gemischte Chöre (Abendfeier in Venedig, Vorwärts et Gondoliera) (1848, composé pour le trente-huitième anniversaire de Robert Schumann)
- Wenn Ich Ein Voglein War, canon (1840)

#### Œuvres orchestrales
- Scherzo pour orchestre (1830–31)
- Concerto pour piano en fa mineur (1847, inachevé[8])

#### Pièces pour piano seul
- Variationen über ein Tyroler Lied (1830)
- Variationen über ein Original-Thema (1830)
- Étude (vers 1830)
- Phantasie-Variationen über ein Wieck Romanze (1831)
- Rondo en si mineur (1833)
- Sonatine (1841–42)
- Romance en la mineur (1853)
- Romance en si mineur (1856)
- Geburstagmarsch en mi bémol majeur (1879)
- Vorspiele (Improvisations) (1895)
- Praeludium and Praeludien für Schueler (Improvisations)  (1895)
- Prélude et fugue en fa dièse mineur
- Transcriptions de lieder de Robert Schumann

#### Cadences de concertos
- Beethoven : Concerto pour piano en do mineur, opus 37, cadence pour le premier mouvement (1868)
- Beethoven : Concerto pour piano en sol majeur, opus 58, cadences pour les mouvements 1 et 3
- Mozart : Concerto pour piano en ré mineur, K466, cadences pour les mouvements 1 et 3 (1891)

## Hommages
Un cratère vénusien, Wieck, est nommé en son honneur.
Deux écoles de musique portent son nom, une à Baden-Baden et une à Düsseldorf.

## Discographie
- Concerto pour piano et orchestre en la mineur, op. 7  - Orchestre symphonique de Tasmanie, Howard Shelley, piano et direction (2019, coll. « Concerto romantique pour piano » Vol. 78, Hyperion) — avec Ferdinand Hiller ; Henri Herz et Friedrich Kalkbrenner.
- Complete Piano Works (Œuvre complète pour piano) – Jozef De Beenhouwer (2001) cpo 99 758-2.
- Complete Songs (Toutes les mélodies) – Miriam Alexandra , soprano; Peter Gijsbertsen, ténor ; Jozef De Beenhouwer, piano (2019) Musikproduktion Dabringhaus und Grimm MDG 903 2114-6.

#### Bases de données et dictionnaires
- Ressources relatives à la musique :   - International Music Score Library Project
  - AllMusic
  - Bayerisches Musiker-Lexikon Online
  - Carnegie Hall
  - Discogs
  - Grove Music Online
  - Last.fm
  - MusicBrainz
  - Musopen
  - Muziekweb
  - Présence Compositrices
  - Répertoire international des sources musicales
- Ressources relatives aux beaux-arts :   - AGORHA
  - British Museum
  - National Portrait Gallery
- Ressources relatives à la recherche :   - The Academic Family Tree
  - Bibliothèque interuniversitaire de santé
- Ressource relative à la santé :   - Bibliothèque interuniversitaire de santé
- Ressource relative au spectacle :   - Les Archives du spectacle
- Ressource relative à plusieurs domaines :   - Radio France
- Ressource relative à l'audiovisuel :   - IMDb
- Notices dans des dictionnaires ou encyclopédies généralistes :   - Britannica
  - Brockhaus
  - Collective Biographies of Women
  - Den Store Danske Encyklopædi
  - Deutsche Biographie
  - Dictionnaire universel des créatrices
  - Enciclopedia italiana
  - Frankfurter Personenlexikon
  - Hrvatska Enciklopedija
  - Internetowa encyklopedia PWN
  - Nationalencyklopedin
  - Store norske leksikon
  - Treccani
  - Universalis
  - Visuotinė lietuvių enciklopedija
- Notices d'autorité :   - VIAF
  - ISNI
  - BnF (données)
  - IdRef
  - LCCN
  - GND
  - Italie
  - Japon
  - CiNii
  - Espagne
  - Belgique
  - Pays-Bas
  - Pologne
  - Israël
  - NUKAT
  - Catalogne
  - Suède
  - Vatican
  - WorldCat